# Базаров, Владимир Алексеевич
Влади́мир Алексе́евич База́ров (настоящая фамилия Михайловский; 1840, Изюм, Харьковская губерния — 17 [29] мая 1895, Санкт-Петербург) — русский режиссёр и драматург.

## Биография
Сын чиновника. Рано осиротел, жил у родственников. По окончании уездного училища в Харькове (1856) вольнослушатель Харьковского университета. С 1859 года из-за нужды служил в городском театре «выходным» актёром и переписчиком ролей. В 1861 году выдвинулся в режиссёры. Затем служил в театрах Одессы и Москвы. В 1870-х гг. начал выступать со статьями о театре в «Суфлёре» и «Петербургской газете». В 1877 году переехал в Петербург, где стал одним из наиболее видных антрепренёров и режиссеров клубных сцен, в том числе Русского купеческого общества для взаимного вспоможения, на сцене которого подвизались известные впоследствии актёры (Н. П. Анненкова-Бернар, Л. Д. Донской, А. И. Южин). В Приказчичьем и Лесном общественных собраниях Базаров основал театр в Стрельне (под Петербургом). Был инициатором создания артистических товариществ и Театральной библиотеки, которая рассылала пьесы в провинциальные театры. Умер в бедности, хотя и окружённый заботой людей театра, среди которых пользовался симпатией благодаря доброжелательному характеру. Сочинения Базарова-драматурга ― переводы и переделки французских пьес, переложении древнееврейских сказаний и библейских сюжетов («Жидовка. Жертва инквизиции XV в.», «Аман, знатный царедворец Персиды и Мидии», «Давид Бен Израиль» ― вошли в сборник «Древнееврейские драмы», 1889), оригинальные водевили («Артистка девица Кренделькова», 1882; «Кречинский в юбке», 1888) ― с успехом шли на провинциальной сцене. Среди пьес Базарова выделяется драма «Незаконные дети» (1894), напоминающая по теме пьесу А. Н. Островского «Без вины виноватые», конфликт которой решён Базаровым в мелодраматическом ключе и снимается развязкой: вслед за раскаянием недостойного отца восстанавливается справедливость.